# Premier League 2020/2021
Soutěžní ročník Premier League 2020/2021 byl 29. ročníkem Premier League, tedy anglické nejvyšší fotbalové ligy. Soutěž byla započata 12. září 2020 a poslední kolo se odehrálo 23. května 2021. Titul z předchozí sezóny obhajoval Liverpool FC. Vítězem ročníku 2020/2021 se stal ale už po 5× Manchester City; jistotu trofeje získal 11. května 2021 tři kola před koncem poté, co Manchester United prohrál 1:2 s Leicestrem City.

## Složení ligy v ročníku 2020/2021
Soutěže se již tradičně účastnilo 20 celků. K prvním sedmnácti z minulého ročníku se připojili nováčci Leeds United a West Bromwich Albion, kteří si účast zajistili již v základní části předcházejícího ročníku EFL Championship, a Fulham, ten si účast vybojoval vítězstvím v play off. Opačným směrem putovala mužstva Bournemouthu, Watfordu a Norwiche.
| Klub                    | 2019/2020        | Město               | Stadión                   |
| ----------------------- | ---------------- | ------------------- | ------------------------- |
| Liverpool               | Zlatá medaile    | Liverpool           | Anfield                   |
| Manchester City         | Stříbrná medaile | Manchester          | Etihad Stadium            |
| Manchester United       | Bronzová medaile | Manchester          | Old Trafford              |
| Chelsea                 | 4.               | Londýn              | Stamford Bridge           |
| Leicester City          | 5.               | Leicester           | King Power Stadium        |
| Tottenham Hotspur       | 6.               | Londýn              | Tottenham Hotspur Stadium |
| Wolverhampton Wanderers | 7.               | Wolverhampton       | Molineux Stadium          |
| Arsenal                 | 8.               | Londýn              | Emirates Stadium          |
| Sheffield United        | 9.               | Sheffield           | Bramall Lane              |
| Burnley                 | 10.              | Burnley             | Turf Moor                 |
| Southampton             | 11.              | Southampton         | St Mary's Stadium         |
| Everton                 | 12.              | Liverpool           | Goodison Park             |
| Newcastle United        | 13.              | Newcastle upon Tyne | St James' Park            |
| Crystal Palace          | 14.              | Londýn              | Selhurst Park             |
| Brighton & Hove Albion  | 15.              | Brighton            | Falmer Stadium            |
| West Ham United         | 16.              | Londýn              | London Stadium            |
| Aston Villa             | 17.              | Birmingham          | Villa Park                |
| Leeds United            | Championship     | Leeds               | Elland Road               |
| West Bromwich Albion    | Championship     | West Bromwich       | The Hawthorns             |
| Fulham                  | Championship     | Londýn              | Craven Cottage            |

### Realizační týmy a dresy
| Klub                    | Trenér              | Kapitán                   | Výrobce dresu | Sponzor dresu (hrudník)       | Sponzor dresu (rukáv) |
| ----------------------- | ------------------- | ------------------------- | ------------- | ----------------------------- | --------------------- |
| Arsenal                 | Mikel Arteta        | Pierre-Emerick Aubameyang | Adidas        | Emirates                      | Visit Rwanda          |
| Aston Villa             | Dean Smith          | Jack Grealish             | Kappa         | Cazoo                         | LT                    |
| Brighton & Hove Albion  | Graham Potter       | Lewis Dunk                | Nike          | American Express              | SnickersUK.com        |
| Burnley                 | Sean Dyche          | Ben Mee                   | Umbro         | LoveBet                       | LoveBet               |
| Chelsea                 | Thomas Tuchel       | César Azpilicueta         | Nike          | Three                         | Hyundai               |
| Crystal Palace          | Roy Hodgson         | Luka Milivojević          | Puma          | W88                           | Iqoniq                |
| Everton                 | Carlo Ancelotti     | Séamus Coleman            | Hummel        | Cazoo                         |                       |
| Fulham                  | Scott Parker        | Tom Cairney               | Adidas        | BetVictor                     | ClearScore            |
| Leeds United            | Marcelo Bielsa      | Liam Cooper               | Adidas        | SBOTOP                        | JD Sports             |
| Leicester City          | Brendan Rodgers     | Wes Morgan                | Adidas        | Tourism Authority of Thailand | Bia Saigon            |
| Liverpool               | Jürgen Klopp        | Jordan Henderson          | Nike          | Standard Chartered            | Expedia               |
| Manchester City         | Pep Guardiola       | Fernandinho               | Puma          | Etihad Airways                | Nexen Tire            |
| Manchester United       | Ole Gunnar Solskjær | Harry Maguire             | Adidas        | Chevrolet                     | Kohler                |
| Newcastle United        | Steve Bruce         | Jamaal Lascelles          | Puma          | FUN88                         | ICM.com               |
| Sheffield United        | Paul Heckingbottom  | Billy Sharp               | Adidas        | Union Standard Group          | Union Standard Group  |
| Southampton             | Ralph Hasenhüttl    | James Ward-Prowse         | Under Armour  | Sportsbet.io                  | Virgin Media          |
| Tottenham Hotspur       | Ryan Mason          | Hugo Lloris               | Nike          | AIA                           | Cinch                 |
| West Bromwich Albion    | Sam Allardyce       | Jake Livermore            | Puma          | Ideal Boilers                 | 12BET                 |
| West Ham United         | David Moyes         | Mark Noble                | Umbro         | Betway                        | Scope Markets         |
| Wolverhampton Wanderers | Nuno Espírito Santo | Conor Coady               | Adidas        | ManBetX                       | Aeroset               |

### Trenérské změny
| Klub                 | Odcházející trenér | Důvod odchodu   | Datum odchodu     | Pozice v tabulce | Příchozí trenér    | Datum příchodu    |
| -------------------- | ------------------ | --------------- | ----------------- | ---------------- | ------------------ | ----------------- |
| West Bromwich Albion | Slaven Bilić       | Vyhozen         | 16. prosince 2020 | 19.              | Sam Allardyce      | 16. prosince 2020 |
| Chelsea              | Frank Lampard      | Vyhozen         | 25. ledna 2021    | 9.               | Thomas Tuchel      | 26. ledna 2021    |
| Sheffield United     | Chris Wilder       | Vzájemná dohoda | 13. března 2021   | 20.              | Paul Heckingbottom | 13. března 2021   |
| Tottenham Hotspur    | José Mourinho      | Vyhozen         | 19. dubna 2021    | 7.               | Ryan Mason         | 19. dubna 2021    |

## Tabulka
| Poř. | Tým                     | Z  | V  | R  | P  | VG | OG | B  |
| ---- | ----------------------- | -- | -- | -- | -- | -- | -- | -- |
| 1.   | Manchester City (C)     | 38 | 27 | 5  | 6  | 83 | 32 | 86 |
| 2.   | Manchester United       | 38 | 21 | 11 | 6  | 73 | 44 | 74 |
| 3.   | Liverpool               | 38 | 20 | 9  | 9  | 68 | 42 | 69 |
| 4.   | Chelsea                 | 38 | 19 | 10 | 9  | 58 | 36 | 67 |
| 5.   | Leicester City          | 38 | 20 | 6  | 12 | 68 | 50 | 66 |
| 6.   | West Ham United         | 38 | 19 | 8  | 11 | 62 | 47 | 65 |
| 7.   | Tottenham Hotspur       | 38 | 18 | 8  | 12 | 68 | 45 | 62 |
| 8.   | Arsenal                 | 38 | 18 | 7  | 13 | 55 | 39 | 61 |
| 9.   | Leeds United            | 38 | 18 | 5  | 15 | 62 | 54 | 59 |
| 10.  | Everton                 | 38 | 17 | 8  | 13 | 47 | 48 | 59 |
| 11.  | Aston Villa             | 38 | 16 | 7  | 15 | 55 | 46 | 55 |
| 12.  | Newcastle United        | 38 | 12 | 9  | 17 | 46 | 62 | 45 |
| 13.  | Wolverhampton Wanderers | 38 | 12 | 9  | 17 | 36 | 52 | 45 |
| 14.  | Crystal Palace          | 38 | 12 | 8  | 18 | 41 | 66 | 44 |
| 15.  | Southampton             | 38 | 12 | 7  | 19 | 47 | 68 | 43 |
| 16.  | Brighton & Hove Albion  | 38 | 9  | 14 | 15 | 40 | 46 | 41 |
| 17.  | Burnley                 | 38 | 10 | 9  | 19 | 33 | 55 | 39 |
| 18.  | Fulham (R)              | 38 | 5  | 13 | 20 | 27 | 53 | 28 |
| 19.  | West Brom (R)           | 38 | 5  | 11 | 22 | 35 | 76 | 26 |
| 20.  | Sheffield United (R)    | 38 | 7  | 2  | 29 | 20 | 63 | 23 |

Pravidla pro klasifikaci: 1) Body; 2) Gólový rozdíl; 3) vstřelené góly; 4.1) Body získané ve vzájemných zápasech; 4.2) Vstřelené góly ve vzájemných zápasech; 4.3) Play-off
(C) Šampion; (R) Sestupující
|  | Přímý postup do Ligy mistrů                  |
|  | Přímý postup do Evropské ligy                |
|  | Postup do play-off Evropské konferenční ligy |
|  | Sestup do EFL Championship                   |

Poznámky
1. ↑  Jelikož vítěz FA Cupu Leicester City se kvalifikoval do evropských pohárů i z ligy, tak jeho místo v evropských pohárech připadne 6. týmu anglické ligy.
2. ↑  Jelikož vítěz poháru EFL Cupu Manchester City se kvalifikoval do evropských pohárů i z ligy, tak jeho místo v evropských pohárech připadne 7. týmu anglické ligy.

## Statistiky

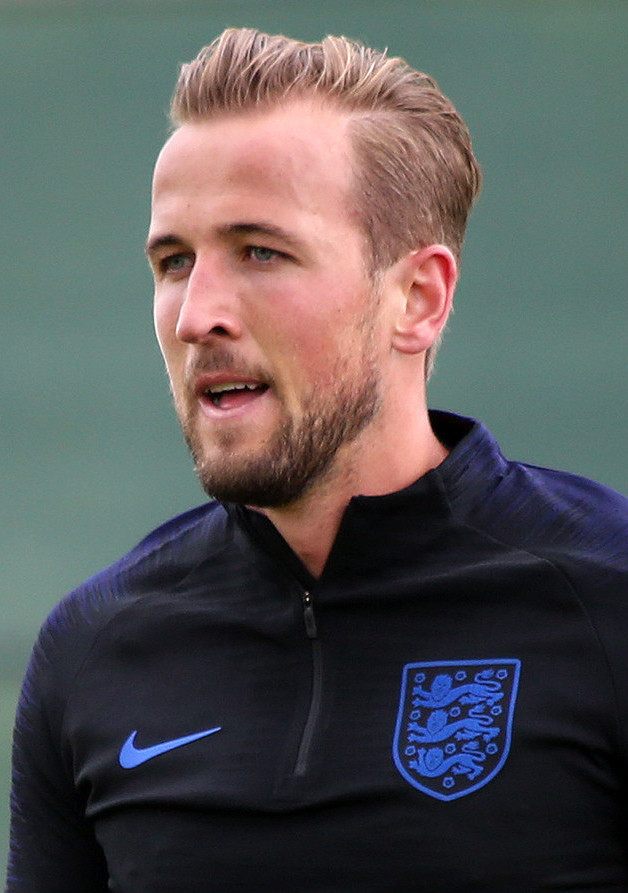
Harry Kane vyhrál svoji třetí Zlatou kopačku Premier League, když vstřelil 23 gólů ve 35 zápasech. Stal se také prvním hráčem, který zároveň získal ocenění Premier League Playmaker of the Season, když asistoval na 14 gólů.

### Střelci

#### Nejlepší střelci
|    | Hráč                  | Klub              | Góly |
| -- | --------------------- | ----------------- | ---- |
| 1. | Harry Kane            | Tottenham Hotspur | 23   |
| 2. | Mohamed Salah         | Liverpool         | 22   |
| 3. | Bruno Fernandes       | Manchester United | 18   |
| 4. | Patrick Bamford       | Leeds United      | 17   |
| 4. | Son Hung-min          | Tottenham Hotspur | 17   |
| 6. | Dominic Calvert-Lewin | Everton           | 16   |
| 7. | Jamie Vardy           | Leicester City    | 15   |
| 8. | Ollie Watkins         | Aston Villa       | 14   |
| 9. | İlkay Gündoğan        | Manchester City   | 13   |
| 9. | Alexandre Lacazette   | Arsenal           | 13   |

#### Hattricky
| Hráč                      | Klub              | Soupeř                  | Skóre   | Datum              |
| ------------------------- | ----------------- | ----------------------- | ------- | ------------------ |
| Mohamed Salah             | Liverpool         | Leeds United            | 4:3 (D) | 12. září 2020      |
| Dominic Calvert-Lewin     | Everton           | West Bromwich Albion    | 5:2 (D) | 19. září 2020      |
| Son Hung-min4             | Tottenham Hotspur | Southampton             | 5:2 (H) | 20. září 2020      |
| Jamie Vardy               | Leicester City    | Manchester City         | 5:2 (H) | 27. září 2020      |
| Ollie Watkins             | Aston Villa       | Liverpool               | 7:2 (D) | 4. října 2020      |
| Patrick Bamford           | Leeds United      | Aston Villa             | 3:0 (H) | 23. října 2020     |
| Rijád Mahriz              | Manchester City   | Burnley                 | 5:0 (D) | 28. listopadu 2020 |
| Pierre-Emerick Aubameyang | Arsenal           | Leeds United            | 4:2 (D) | 14. února 2021     |
| Kelechi Iheanacho         | Leicester City    | Sheffield United        | 5:0 (D) | 14. března 2021    |
| Chris Wood                | Burnley           | Wolverhampton Wanderers | 4:0 (H) | 25. dubna 2021     |
| Gareth Bale               | Tottenham Hotspur | Sheffield United        | 4:0 (D) | 2. května 2021     |
| Ferrán Torres             | Manchester City   | Newcastle United        | 4:3 (H) | 14. května 2021    |

Poznámky
4 Hráč vstřelil 4 góly
(D) – Domácí tým
(H) – Hostující tým

#### Nejlepší asistenti
|    | Hráč            | Klub                   | Asistence |
| -- | --------------- | ---------------------- | --------- |
| 1. | Harry Kane      | Tottenham Hotspur      | 14        |
| 2. | Bruno Fernandes | Manchester United      | 12        |
| 2. | Kevin De Bruyne | Manchester City        | 12        |
| 4. | Jack Grealish   | Aston Villa            | 10        |
| 4. | Son Hung-min    | Tottenham Hotspur      | 10        |
| 6. | Raphinha        | Leeds United           | 9         |
| 6. | Marcus Rashford | Manchester United      | 9         |
| 6. | Jamie Vardy     | Leicester City         | 9         |
| 9. | Aaron Cresswell | West Ham United        | 8         |
| 9. | Pascal Groß     | Brighton & Hove Albion | 8         |
| 9. | Jack Harrison   | Leeds United           | 8         |
| 9. | Timo Werner     | Chelsea                | 8         |

### Čistá konta

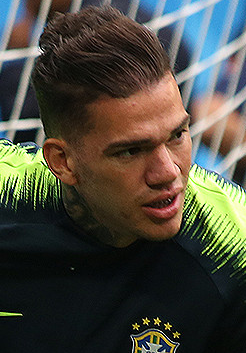
Ederson vyhrál Zlatou rukavici Premier League, když vychytal 19 čistých kont v dresu Manchesteru City.

|    | Hráč              | Klub                    | Čistá konta |
| -- | ----------------- | ----------------------- | ----------- |
| 1. | Ederson           | Manchester City         | 19          |
| 2. | Édouard Mendy     | Chelsea                 | 16          |
| 3. | Emiliano Martínez | Aston Villa             | 15          |
| 4. | Hugo Lloris       | Tottenham Hotspur       | 12          |
| 5. | Bernd Leno        | Arsenal                 | 11          |
| 5. | Illan Meslier     | Leeds United            | 11          |
| 5. | Nick Pope         | Burnley                 | 11          |
| 5. | Kasper Schmeichel | Leicester City          | 11          |
| 8. | Alisson Becker    | Liverpool               | 10          |
| 8. | Łukasz Fabiański  | West Ham United         | 10          |
| 8. | Rui Patrício      | Wolverhampton Wanderers | 10          |
| 8. | Jordan Pickford   | Everton                 | 10          |
| 8. | Robert Sánchez    | Brighton & Hove Albion  | 10          |

### Disciplína

#### Hráči
- Nejvíce žlutých karet: 12[72]
  -  John McGinn (Aston Villa)

- Nejvíce červených karet: 2[73]
  -  Lewis Dunk (Brighton & Hove Albion)

#### Klub
- Nejvíce žlutých karet: 73[74]
  - Sheffield United

- Nejvíce červených karet: 6[75]
  - Brighton & Hove Albion

## Ocenění

### Měsíční
| Měsíc    | Trenér měsíce       | Trenér měsíce           | Hráč měsíce           | Hráč měsíce       | Gól měsíce       | Gól měsíce        | Reference            |
| Měsíc    | Trenér              | Klub                    | Hráč                  | Klub              | Hráč             | Klub              | Reference            |
| -------- | ------------------- | ----------------------- | --------------------- | ----------------- | ---------------- | ----------------- | -------------------- |
| Září     | Carlo Ancelotti     | Everton                 | Dominic Calvert-Lewin | Everton           | James Maddison   | Leicester City    | [ 76 ] [ 77 ] [ 78 ] |
| Říjen    | Nuno Espírito Santo | Wolverhampton Wanderers | Son Heung-min         | Tottenham Hotspur | Manuel Lanzini   | West Ham United   | [ 79 ] [ 80 ] [ 81 ] |
| Listopad | José Mourinho       | Tottenham Hotspur       | Bruno Fernandes       | Manchester United | Ola Aina         | Fulham            | [ 82 ] [ 83 ] [ 84 ] |
| Prosinec | Dean Smith          | Aston Villa             | Bruno Fernandes       | Manchester United | Sébastien Haller | West Ham United   | [ 85 ] [ 86 ] [ 87 ] |
| Leden    | Pep Guardiola       | Manchester City         | İlkay Gündoğan        | Manchester City   | Mohamed Salah    | Liverpool         | [ 88 ] [ 89 ] [ 90 ] |
| Únor     | Pep Guardiola       | Manchester City         | İlkay Gündoğan        | Manchester City   | Bruno Fernandes  | Manchester United | [ 91 ] [ 92 ] [ 93 ] |
| Březen   | Thomas Tuchel       | Chelsea                 | Kelechi Iheanacho     | Leicester City    | Erik Lamela      | Tottenham Hotspur | [ 94 ] [ 95 ] [ 96 ] |
| Duben    | Steve Bruce         | Newcastle United        | Jesse Lingard         | West Ham United   | Jesse Lingard    | West Ham United   | [ 97 ] [ 98 ] [ 99 ] |
| Květen   | Jürgen Klopp        | Liverpool               | Joe Willock           | Newcastle United  | Edinson Cavani   | Manchester United | [ 97 ] [ 98 ] [ 99 ] |

### Roční ocenění
| Ocenění                                   | Vítěz           | Klub              |
| ----------------------------------------- | --------------- | ----------------- |
| Premier League Manager of the Season      | Pep Guardiola   | Manchester City   |
| Premier League Player of the Season       | Rúben Dias      | Manchester City   |
| Premier League Young Player of the Season | Phil Foden      | Manchester City   |
| Premier League Goal of the Season         | Erik Lamela     | Tottenham Hotspur |
| PFA Players' Player of the Year           | Kevin De Bruyne | Manchester City   |
| PFA Young Player of the Year              | Phil Foden      | Manchester City   |
| Hráč roku dle FWA                         | Rúben Dias      | Manchester City   |

| PFA Team of the Year | PFA Team of the Year              | PFA Team of the Year              | PFA Team of the Year             | PFA Team of the Year             | PFA Team of the Year                | PFA Team of the Year                |
| -------------------- | --------------------------------- | --------------------------------- | -------------------------------- | -------------------------------- | ----------------------------------- | ----------------------------------- |
| Brankář              | Ederson (Manchester City)         | Ederson (Manchester City)         | Ederson (Manchester City)        | Ederson (Manchester City)        | Ederson (Manchester City)           | Ederson (Manchester City)           |
| Obránci              | João Cancelo (Manchester City)    | Rúben Dias (Manchester City)      | Rúben Dias (Manchester City)     | John Stones (Manchester City)    | John Stones (Manchester City)       | Luke Shaw (Manchester United)       |
| Záložníci            | Kevin De Bruyne (Manchester City) | Kevin De Bruyne (Manchester City) | İlkay Gündoğan (Manchester City) | İlkay Gündoğan (Manchester City) | Bruno Fernandes (Manchester United) | Bruno Fernandes (Manchester United) |
| Útočníci             | Mohamed Salah (Liverpool)         | Mohamed Salah (Liverpool)         | Harry Kane (Tottenham Hotspur)   | Harry Kane (Tottenham Hotspur)   | Son Hung-min (Tottenham Hotspur)    | Son Hung-min (Tottenham Hotspur)    |

## Vítěz
| Premier League 2020/2021 Manchester City (5. titul) |